# Аерогаммазйомка
Аерогаммазйо́мка ( рос. аэрогаммасъемка, англ. aerial gamma-ray survey, нім. Gammaluftbildaufnahme f) — метод вимірювання з повітря інтенсивності гамма-випромінювання гірських порід. Використовується при пошуках родовищ корисних копалин. Суть методу аерогаммазйомки — вимірювання за допомогою багатоканального спектрометра інтенсивності поля гамма-випромінювання з характерними лініями основних ізотопів в радіоактивних рядах урану, торію, калію. Інтенсивність на кожній ділянці спектра залежить від концентрації радіоактивних елементів в гірських породах, площі їх ареалів, потужності нерадіоактивних покривних порід, висоти літака, вмісту радону в повітрі, рівня радіоактивного забруднення літака та космічного випромінювання. Досліджуване гамма-випромінювання поглинається шаром повітря товщиною 200-300 м, тому аерогаммазйомка виконується на малих висотах (бл.75 м) за системою прямолінійних маршрутів з «обтіканням» рельєфу. В гірських районах — криволінійними маршрутами по горизонталі рельєфу. Аерогаммазйомка проводять у комплексі з магнітною, інфрачервоною, аероелектророзвідувальною зйомками. 

## Використання
Аерогаммазйомка застосовується для пошуку родовищ руд урану, кольорових металів, фосфоритів.